# Ali Ezzine
Ali Ezzine, född den 3 september 1978, är en marockansk före detta friidrottare som tävlade i hinderlöpning.
Ezzine började sin karriär som terränglöpare men gjorde sin debut som hinderlöpare vid VM 1999 där han blev trea på tiden 8.12,73. Han var även med vid Olympiska sommarspelen 2000 och blev där bronsmedaljör på tiden 8.22,16.
En placering bättre nådde han vid VM 2001 i Edmonton då han slutade tvåa efter Reuben Kosgei, denna gång på tiden 8.16,21. Även vid VM 2003 var han i final men denna gång slutade han först på en tionde plats. Hans sista stora mästerskapsfinal var finalen vid Olympiska sommarspelen 2004 då han blev åtta.

## Personligt rekord
- 3 000 meter hinder - 8.03,57